# Жан-Поль Ле Шануа
Жан-Поль Ле Шануа́ (фр. Jean-Paul Le Chanois, справжні ім'я та прізвище — Жан-Поль Дрейфус (фр. Jean-Paul Dreyfus); 25 жовтня 1909, Париж, Франція — 8 липня 1985, Париж, Франція) — французький кінорежисер, сценарист, актор. Створив сценарії до 34-х та зрежисував 24 кінострічки. У своїй творчості дотримувався художнього напряму поетичний реалізм.

## Життєпис
Жан-Поль Ле Шануа народився 25 жовтня 1909 року у Парижі. Навчався в університеті на медичному факультеті. Почав кар'єру журналістом, потім був актором та режисером театру. З початку 1930-х років знімався у невеликих ролях. Працював асистентом режисерів у Жульєна Дювів'є, Жана Ренуара, Александра Корди та Макса Офюльса, монтажером та редактором. Писав діалоги, працював над музичним оформленням фільмів.
Входив до творчого союзу Groupe Octobre, що підтримувала Народний фронт. У 1937 році дебютував в ігровому кіно публіцистичним фільмом «Час черешень» (фр. «Le temps des cerises»). У 1937 році за сценарієм Луїса Бунюеля створив короткометражний документальний фільм «Іспанія, 1936» (фр. España 1936) про громадянську війні в цій країні.
У роки окупації Франції, побоюючись політичних і расових гонінь, взяв псевдонім Ле Шануа. Писав сценарії, таємно готував документальний фільм про рух Опору «У серці бурі», який був завершений після звільнення і вийшов на екрани у 1946 році.
Наприкінці 1940-х — початку 1950-х років зняв низку тематично актуальних фільмів, пройнятих симпатією до простих людей і інтересом до їх проблем («Школа нероб», 1949; «Шлюбне агентство», 1952).
За фільм «Адреса невідома» («Не залишивши адреси») (фр. «...Sans laisser d'adresse») у 1951 році удостоєний головної премії — «Золотий ведмідь» у номінації за найкращу кінокомедію на 1-му Берлінському міжнародному кінофестивалі. В 1958 році створив широко відому екранізацію роману Віктора Гюго «Знедолені» з Жаном Габеном у головній ролі. Серед інших відомих робіт, в багатьох з яких знімався Луї де Фюнес: «Тато, мама, служниця і я» (фр. "Papa Maman La Bonne Et Moi...", 1954 рік), «Тато, мама, моя дружина і я» (фр. "Papa, maman, ma femme et moi...", 1956 рік), «Мосьє» (фр. "Monsieur", 1964 рік).
Жан-Поль Ле Шануа помер 8 липня 1985 року у Парижі.

## Фільмографія
Режисер
| Рік       | Українська назва            | Оригінальна назва             | Примітки                                  |
| --------- | --------------------------- | ----------------------------- | ----------------------------------------- |
| 1936      | Життя належить нам          | La vie est à nous             | режисер                                   |
| 1937      | Іспанія 1936                | España 1936                   | короткометражний; режисер                 |
| 1938      | Час черешень                | Le temps des cerises          | режисер, сценарист                        |
| 1938      | Життя людини                | La vie d'un homme             | режисер                                   |
| 1940      | Марна ідея                  | Une idée à l'eau              | режисер, сценарист                        |
| 1945      | Месьє Людовік               | Messieurs Ludovic             | режисер                                   |
| 1948      | У центрі шторму             | Au coeur de l'orage           | режисер                                   |
| 1949      | Школа нероб                 | L'école buissonnière          | режисер, сценарист                        |
| 1949      | А ось і красуня             | La belle que voilà            | режисер, сценарист                        |
| 1951      | Адреса невідома             | …Sans laisser d'adresse       | режисер, сценарист (в титрах не вказаний) |
| 1952      | Шлюбне агентство            | Agence matrimoniale           | режисер, сценарист                        |
| 1954      | Тато, мама, служниця і я    | Papa, maman, la bonne et moi… | режисер, сценарист                        |
| 1955      | Чарівне селище              | Village magique               | режисер, сценарист                        |
| 1955      | Утікачі                     | Les évadés                    | режисер, сценарист                        |
| 1954      | Тато, мама, моя дружина і я | Papa, maman, ma femme et moi… | режисер, сценарист                        |
| 1957      | Справа доктора Лорана       | Le cas du Dr Laurent          | режисер                                   |
| 1958      | Знедолені                   | Les misérables                | режисер, сценарист                        |
| 1960      | Француженка і любов         | La française et l'amour       | режисер, сценарист (адаптація)            |
| 1961      | Через стіну                 | Par-dessus le mur             | режисер, сценарист                        |
| 1962      | Мандрен                     | Mandrin                       | режисер, сценарист                        |
| 1964      | Месьє                       | Monsieur                      | режисер                                   |
| 1966      | Садівник із Аржантея        | Le jardinier d'Argenteuil     | режисер                                   |
| 1971      | Мадам, Ви вільні?           | Madame êtes-vous libre?       | телесеріал; режисер, сценарист            |
| 1975-1990 | Сінема 16                   | Cinéma 16                     | телесеріал; режисер                       |
| 1976      | Бджолиний пастух            | Le berger des abeilles        | телевізійний; режисер                     |

## Визнання
| Рік                            | Категорія         | Фільм           | Результат |
| ------------------------------ | ----------------- | --------------- | --------- |
| Берлінський кінофестиваль      |                   |                 |           |
| 1951                           | Золотий ведмідь   | Адреса невідома | Перемога  |
| Кінофестиваль у Карлових Варах |                   |                 |           |
| 1951                           | Найкращий режисер | Адреса невідома | Перемога  |